# روبرتو باجو
روبرتو باجو بازیکن فوتبال ایتالیا است که در سال ۱۹۹۳ به عنوان مرد سال فوتبال اروپا انتخاب شد و جایزهٔ توپ طلای اروپا را کسب کرد. ظرافت بازی و تکنیک‌های خاص باجو هر هوادار فوتبالی را به تحسین او وامی‌داشت. از نظر بسیاری از کارشناسان فوتبال، روبرتو باجو یکی از بهترین مهاجمان تاریخ فوتبال ایتالیا است.
این بازیکن به خاطر پیروی از آیین بودایی و اندام ظریف به بودای کوچک (ملهم از نام فیلم معروف کارگردان ایتالیایی برناردو برتولوچی) معروف بوده است.

## زندگی
- نام مستعار: دم‌اسبی آسمانی، بودای کوچک، مردی که ایستاده مرد
- مسئولیت فعلی: رئیس کمیته فنی فدراسیون فوتبال ایتالیا
- شماره پیراهن: ۱۰
- روبرتو باجو در سال ۱۹۸۹ با آندرینا فابی که از سال‌ها پیش با او در ارتباط بود ازدواج کرد و حاصل این ازدواج که تا به امروز ادامه‌دار بوده‌است سه فرزند به نام‌های والنتینا (۱۹۹۰)، ماتیئا (۱۹۹۴) و لئوناردو (۲۰۰۵) می‌باشد.

## رده باشگاهی
باجو برای بسیاری از تیم‌های ایتالیایی از جمله فیورنتینا، یوونتوس، آ.ث. میلان، اینتر میلان، بولونیا و برشا بازی کرد.

## تیم ملی

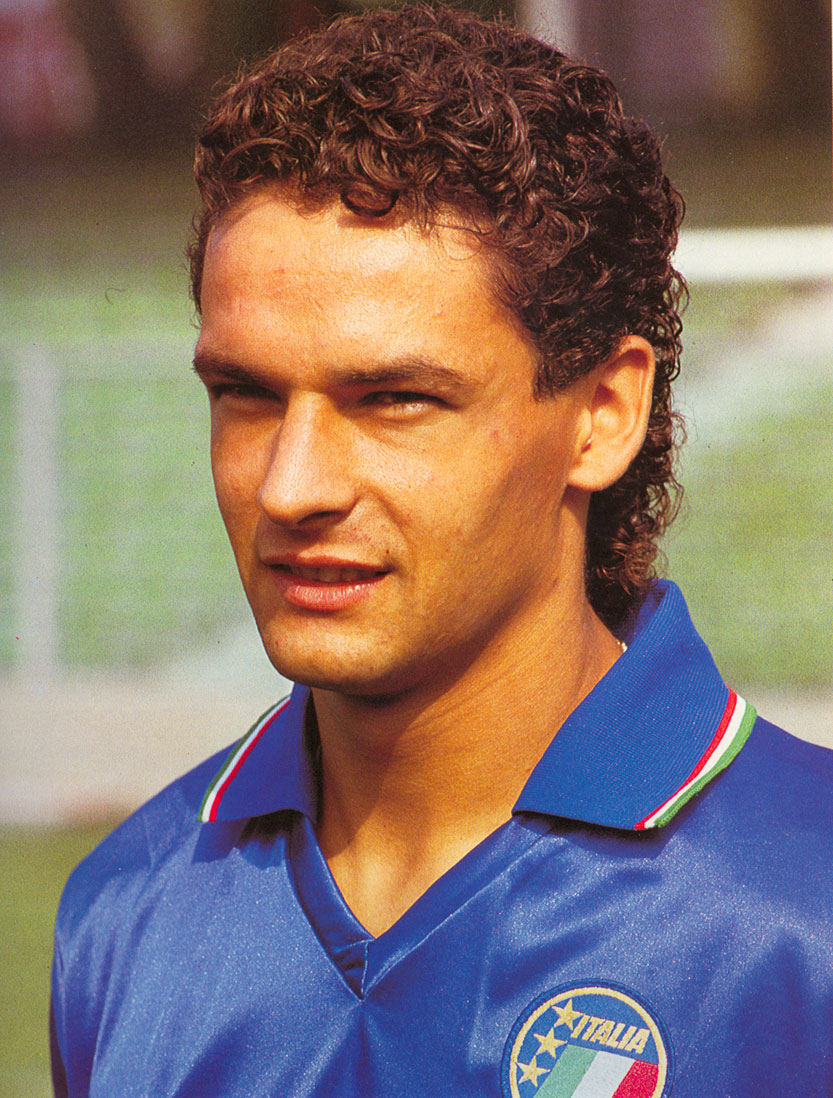
روبرتو باجو با پیراهن تیم ملی ایتالیا پیش از جام جهانی 1990

باجو در ۳ جام جهانی نیز در تیم ملی ایتالیا بازی کرد. اوج درخشش او در جام جهانی ۱۹۹۴ بود. ایتالیا به لطف بازی درخشان باجو و نه قدرت تیمی، به فینال مسابقات جام جهانی ۱۹۹۴ آمریکا رسید. اوج درخشش روبرتو بازی یک‌هشتم نهایی در مقابل تیم قدرتمند نیجریه بود. جایی که هنوز هم فریادهای آریگو ساچی سرمربی تیم ملی ایتالیا در آن بازی در اذهان بسیاری باقی‌مانده‌است. گل به‌یادماندنی باجو در دقیقه ۸۹ آن دیدار کار را به تساوی و در نهایت پیروزی لاجوردی‌ها کشاند.
با وجود اینکه او به خبره بودن در ضربات کاشته مشهور بود، آخرین پنالتی تیمش در فینال جام جهانی ۱۹۹۴ مقابل برزیل را هدر داد تا ایتالیا جام را از دست بدهد. آن پنالتی را می‌توان سیاه‌ترین نقطهٔ ورزشی باجو دانست. هرچند که فرانکو بارسی و دانیله ماسارو دو ضربه پیش از پنالتی باجو را از دست داده بودند. او در زندگی‌نامه خود به نام «دروازه‌ای در آسمان» دربارهٔ این پنالتی می‌نویسد «من در خواب‌هایم هزار بار این پنالتی را زدم و هر بار هم آن را به گل بدل ساختم … من آسمان را فقط یک ثانیه از نزدیک دیدم و سپس سقوط کردم».
باجو در جام جهانی ۱۹۹۸ هم نقش پررنگ و تأثیرگذاری در تیم ملی ایتالیا داشت. حتی در آن جام هوش بالای باجو در بازی مقابل شیلی ایتالیا را از باخت نجات داد؛ به‌طوری‌که تیم ایتالیا درحالیکه تا دقیقهٔ ۸۵، ۲–۱ از تیم شیلی (که در آن سال خیلی قدرتمند بود) عقب بود، این روبرتو باجو بود که با هوشمندی خاصی توپ را در محوطه جریمه به دست مدافع شیلی زد و داور نیز اعلام پنالتی کرد که خود باجو ضربه پنالتی را به گل تبدیل کرد. در جام ۹۸، ایتالیا در دور یک‌چهارم با ضربات پنالتی مغلوب فرانسه میزبان شد که البته ایتالیا در آن مسابقه بازی خوب و پایاپایی را با تیم قهرمان یعنی فرانسه به نمایش گذاشت. همچنین یکی از ضربات پنالتی در آن بازی را روبرتو باجو با ظرافت خاصی به گل تبدیل کرد.
در سال ۲۰۰۲ با اینکه خیلی از کارشناسان فوتبال ایتالیا و دنیا اعتقاد داشتند که باجو باید به تیم ملی دعوت شود و در جام جهانی بازی کند اما سرمربی وقت ایتالیا (جووانی تراپاتونی) وی را به تیم ملی دعوت نکرد و ایتالیا نیز جام ناموفقی را تجربه نمود. در ظاهر، سن باجو دلیل اصلی سرمربی ایتالیا بود اما کارشناسان، خصومت شخصی تراپاتونی و بودایی بودن باجو را از دلایل لجبازی سرمربی ناکام ایتالیایی عنوان کردند.
باجو در سال ۲۰۰۴ از فوتبال کناره‌گیری کرد و چندی بعد به عنوان رئیس کمیته فنی فدراسیون فوتبال ایتالیا مشغول به کار شد ولی پس از مدتی از این سمت استعفا داد.
در سال ۲۰۱۶ فدراسیون جهانی ۴۸ اسطوره تاریخ فوتبال جهان را معرفی کرد که نام روبرتو باجو نیز در این لیست قرار داشت. در این لیست ۴۸ نفره نام بازیکنان بزرگی همچون پله، زیکو، مارادونا، زیدان و… به چشم می‌خورد.

## باورها
روبرتو باجو پیرو مکتب بوداست. در ایتالیا به او لقب «بودای کوچک» را داده بودند. او همیشه بازوبند کاپیتانی سه‌رنگ و خاصی مرتبط با بودا به همراه داشت که در تیمهای مختلف بر بازو می‌بست.
روبرتو باجو در مجموع تمام بازی‌ها، سی و هفت کارت زرد و چهار کارت قرمز دریافت کرده‌است.

## افتخارات

### باشگاهی
یوونتوس
- قهرمانی جام یوفا: ۱۹۹۲–۹۳
- قهرمانی سری آ: ۱۹۹۴–۹۵
- قهرمانی کوپا ایتالیا: ۱۹۹۴–۹۵

آث میلان
- قهرمانی سری آ: ۱۹۹۵–۹۶

### ملی
تیم ملی ایتالیا
- سومی جام جهانی: ۱۹۹۰
- نایب قهرمانی جام جهانی: ۱۹۹۴

### فردی
- گورین طلایی (بهترین بازیکن سری سی یک): ۱۹۸۵
- جایزه براوو (بهترین بازیکن اروپایی زیر ۲۳ سال): ۱۹۹۰
- بهترین گلزن جام در جام اروپا: ۱۹۹۰–۹۱
- توپ پلاتینی: ۱۹۹۲–۹۳
- بازیکن سال ورلد ساکر: ۱۹۹۳
- توپ طلای اروپا: ۱۹۹۳; (جایگاه اول): ۱۹۹۴; (جایگاه سوم): ۱۹۹۰
- بازیکن سال فوتبال جهان: ۱۹۹۳; (جایگاه اول): ۱۹۹۴; (جایگاه سوم): ۱۹۹۵
- توپ طلای اونز: ۱۹۹۳; توپ برنزی اونزه: ۱۹۹۴; توپ نقره ایی اونزه: ۱۹۹۵
- بهترین بازیکن مجله اونز: ۱۹۹۳، ۱۹۹۴, ۱۹۹۵
- بهترین بازیکن اروپایی فصل یونیسف: ۱۹۹۲–۹۳
- توپ نقره ایی جام جهانی: ۱۹۹۴
- تیم منتخب جام جهانی: ۱۹۹۴
- بهترین بازیکن مجله دون بالون: ۱۹۹۴
- توپ طلای ویژه اونزه (جایگاه چهارم): ۱۹۹۵
- گلدن گورین دوستی با آث میلان (جایزه ایی که توسط هواداران به بهترین بازیکن فصل باشگاه‌ها داده می‌شود): ۱۹۹۶
- پنجاه بازیکن برتر جهان: ۱۹۹۶
- یکصد بازیکن تمام دوران مجله ونردی #۳۲: ۱۹۹۷
- یکصد بازیکن برتر قرن ۲۰ مجله ورلد ساکر #۱۶: ۱۹۹۹
- پنجاه بازیکن برتر قرن ۲۰ مجله گورین #۲۷: ۱۹۹۹
- بهترین بازیکن ایتالیایی قرن ۲۰ از نگاه فدراسیون بین‌المللی تاریخ و آمار فوتبال #۹: ۱۹۹۹
- بهترین بازیکن اروپایی قرن ۲۰ از نگاه فدراسیون بین‌المللی تاریخ و آمار فوتبال #۵۳: ۱۹۹۹
- بهترین بازیکن قرن ۲۰ از نگاه فرانس فوتبال #۱۸: ۱۹۹۹
- یکصد بازیکن برتر قرن ۲۰ از نگاه مجله برزیلی پلاکار #۹۱: ۱۹۹۹
- بازیکن قرن ایتالیا: ۲۰۰۰
- بهترین تیم فیفا: ۲۰۰۰، ۲۰۰۲
- گورین طلایی با برشیا (جایزه ایی که به بهترین بازیکن سری آ داده می‌شود): ۲۰۰۱
- بهترین کار ملی "جائتانو اسکیره آ": ۲۰۰۱
- اسکار بهترین بازیکن کالچو توسط اتحادیه بازیکنان ایتالیا: ۲۰۰۱
- تیم رؤیایی فیفا: ۲۰۰۲
- اسکار دوست داشتنی‌ترین بازیکن ایتالیایی کالچو: ۲۰۰۲
- پای طلایی: ۲۰۰۳
- فیفا ۱۰۰: ۲۰۰۴
- نظرسنجی جوبیلی طلایی یوفا #۲۴: ۲۰۰۴
- جایزه جوزپه پریسکو: ۲۰۰۴
- یکصد جام مجله برزیلی پلاکار #۲۴: ۲۰۰۵
- یکصد بازیکن برتر تمام دوران از دید انجمن آمار فوتبال #۷۹: ۲۰۰۷
- تالار افتخارات آث میلان
- مرد صلح: ۲۰۱۰
- پنجاه اسطوره باشگاه یوونتوس
- تالار افتخارات فوتبال ایتالیا: ۲۰۱۱
- جنتلمن پلاتینی: ۲۰۱۵
- پیاده‌روی شهرت ورزش ایتالیا: ۲۰۱۵
- بهترین تیم تمام دوران باشگاه فوتبال فیورنتینا
- اسطوره‌های فدراسیون بین‌المللی تاریخ و آمار فوتبال
- بهترین تیم تمام دوران یوونتوس: ۲۰۱۷

### سایر
پنجمین کلاس / شوالیه: شوالیه افتخار از جمهوری ایتالیا: ۱۹۹۱